# 半成品
半成品（英語：Work in process，縮寫為WIP，又可寫為），又稱在製品，是尚未完成製造過程的商品，或是停留在庫存倉庫或是產線上，等待著進一步處理的商品。這個術語常使用在供應鏈管理上。
包括及時制度等精益生產管理方法，減少半成品的數量，都是一個重要的追求目標。

## 成品、半成品、在製品的區別
製造工廠內的產品，會依照其完成的程度，而區分為成品、半成品與在製品。
成品
成品是指在本工廠內已完成生產全部程序，檢驗合格，並辦理入庫手續，可供銷售出貨的產品。按照設計或合約規定需要有附件、配件的產品，必須待附件與配件裝備齊全後才能轉為成品。
原則上就是客戶拿到產品的樣子包含包裝。
半成品
半成品是指在本工廠已經局部加工完畢，經檢驗合格，並辦理入半成品庫手續或者可以轉入後續製程繼續加工的產品。
比如一些可以單獨先加工的部件，例如汽車工業的車門，可以將車窗、把手、電動設備事先裝配於車門內的所有部件先組裝完成，然後再流到下一個製程工位，或是先存放到半成品倉庫中。
如果是整機組裝的工廠，像PCA或PCBA就可以算是半成品。
另外，這些半成品通常都可以被當成「備品」直接賣給客戶做為維修之用，因為有些備品可能需要用到設備或治具才能組裝在一起，必須在工場組裝不能賣將原材料賣客戶做維修。
在製品
在製品是指在本工廠內各個工序上，正在加工的製品，或者只已完成某一工序的加工，尚需在下一工序上繼續加工的製品。或者在工廠內已加工完畢，但尚未檢驗，入庫的製品。
所以，嚴格的來說在製品是介於原材料和半成品之間，半成品和半成品之間，以及半成品和成品之間的製品。但廣義的「在製品」解釋其實是可以包含「半成品」的。